# لحرابلة (مرزوفة آيت عيسى أوقسو)
لحرابلة هو دُوَّار يقع بجماعة مقام الطلبة، إقليم الخميسات، جهة الرباط سلا القنيطرة في المملكة المغربية. ينتمي الدوّار لمشيخة مرزوفة آيت عيسى أوقسو التي تضم 5 دواوير. يقدر عدد سكانه بـ 841 نسمة حسب الإحصاء الرسمي للسكان والسكنى لسنة 2004.

## روابط خارجية
- البوابة الوطنية للجماعات الترابية نسخة محفوظة 12 مارس 2018 على موقع واي باك مشين.
- المندوبية السامية للتخطيط